# 澳洲偶像
《澳洲偶像》（Australian Idol），澳大利亚一档歌唱选秀节目，由澳洲10台播映，2003年7月15日开播第一季，每年1季，至今已播出7季。不过由于2009年节目收视率不佳，因此10台已取消2010年度的《澳洲偶像》，而节目是否会在2011年继续尚待决定。

## 节目结构
该节目主要由如下几轮组成：
- 在澳洲各主要城市的初选（audition），借此选出前50名（Top 50）选手；
- 前50名选手前往悉尼，经过几轮演唱，被压缩至前12名选手（前几季中此一轮保留选手曾高于此数目）；
- 前12再被减少至前6名选手；
- 对于前12名选手，每周末开始一轮有特定演唱主题的淘汰赛（Finals），每周淘汰一人。观众可以通过打电话或发短信投票，评委在此期间可对极佳的表演致以“Touchdown”。
- 到节目只剩下两人时，将在悉尼歌剧院举行总决赛（Grand Finale），前两名选手与获得邀请的著名艺人同台演出，观众在节目进行期间投票，总决赛最终结果也是在同晚公布。

## 节目评委
- JayDee Springbett（英）：2009
- Marcia Hines（美国出生的黑人女评委）：2003 - 2009
- Ian "Dicko" Dickson：2003 - 2004 & 2007 - 2009
- Kyle Sandilands：2005 - 2009（在 The Kyle and Jackie O 电台节目中利用测谎仪，试图测试一14岁女孩是否有性生活和吸毒经历，迫使女孩透露她在12岁时曾被强奸，因此被《澳洲偶像》节目解雇）
- Mark Holden：2003 - 2007（曾在2007年《澳洲偶像》中称一津巴布韦裔女选手为“fake”，引起争议）

## 节目主持人
- Andrew G：2003 - 2009
- Ricki-Lee Coulter：2008 - 2009
- James Mathison：2003 - 2008

## 著名选手
- 蓋·賽巴斯汀：2003年冠军，歌手
- Axle Whitehead：2003年前20名选手，演员，在7台的《Home and Away》饰演Liam
- Ricki-Lee Coulter：2004年比赛第7名，歌手，新西兰出生
- 杰西卡·麦尔白：2006年亚军，歌手
- Natalie Gauci：2007年冠军，歌手，意大利／马耳他裔
- Matt Corby：2007年亚军，歌手
- Wes Carr：2008年冠军，歌手
- Stan Walker：2009年冠军，歌手，新西兰裔